# Họ Dô nách
Họ Dô nách (danh pháp khoa học: Glareolidae) là một họ chim lội trong bộ Choi choi (Charadriiformes). Họ này gồm hai phân họ: Glareolinae (dô nách) và Cursoriinae. Loài choi choi Ai Cập (Pluvianus aegyptius), ban đầu được đặt trong họ này, hiện được tách thành một họ riêng có họ hàng xa. Họ Dô nách gồm 17 loài, chia thành 4 chi.

## Hình ảnh

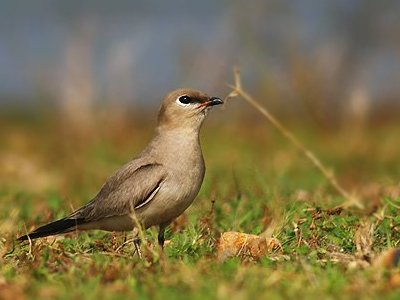
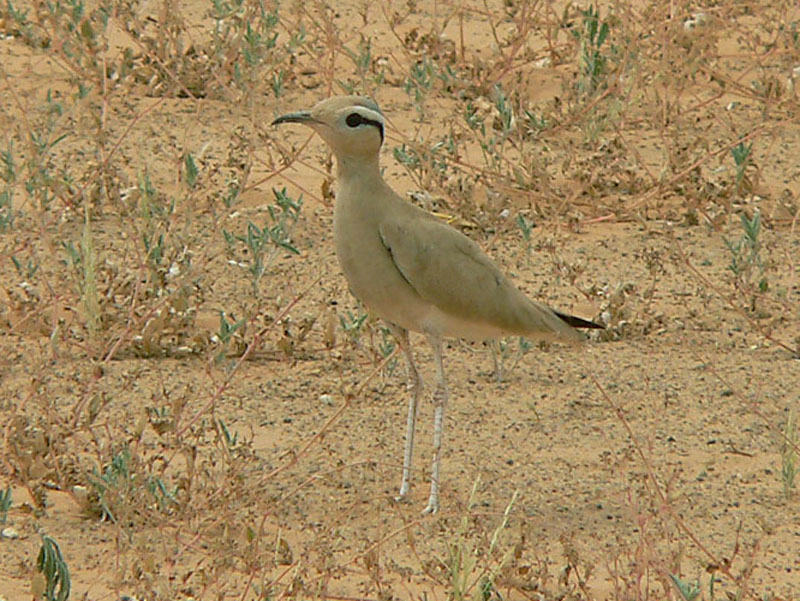
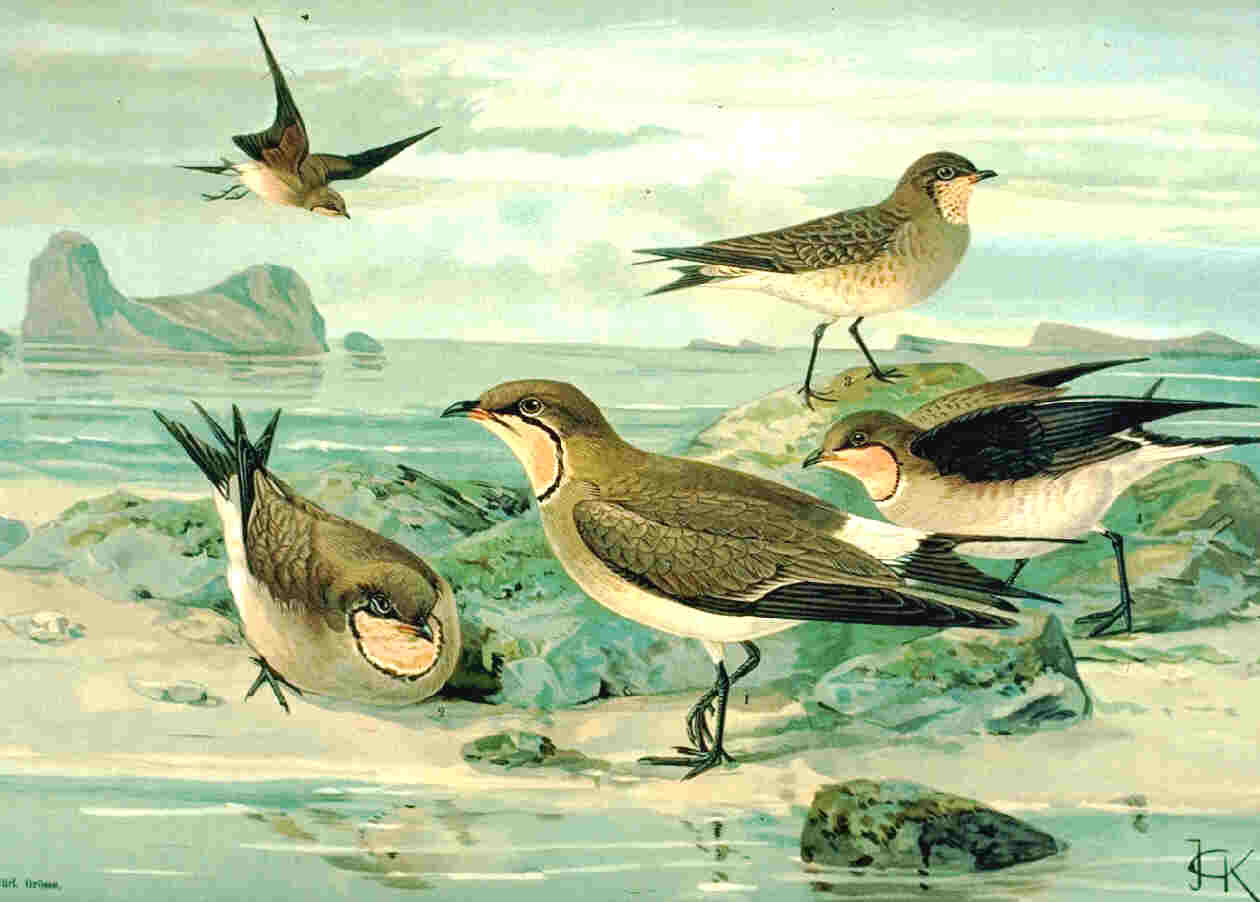
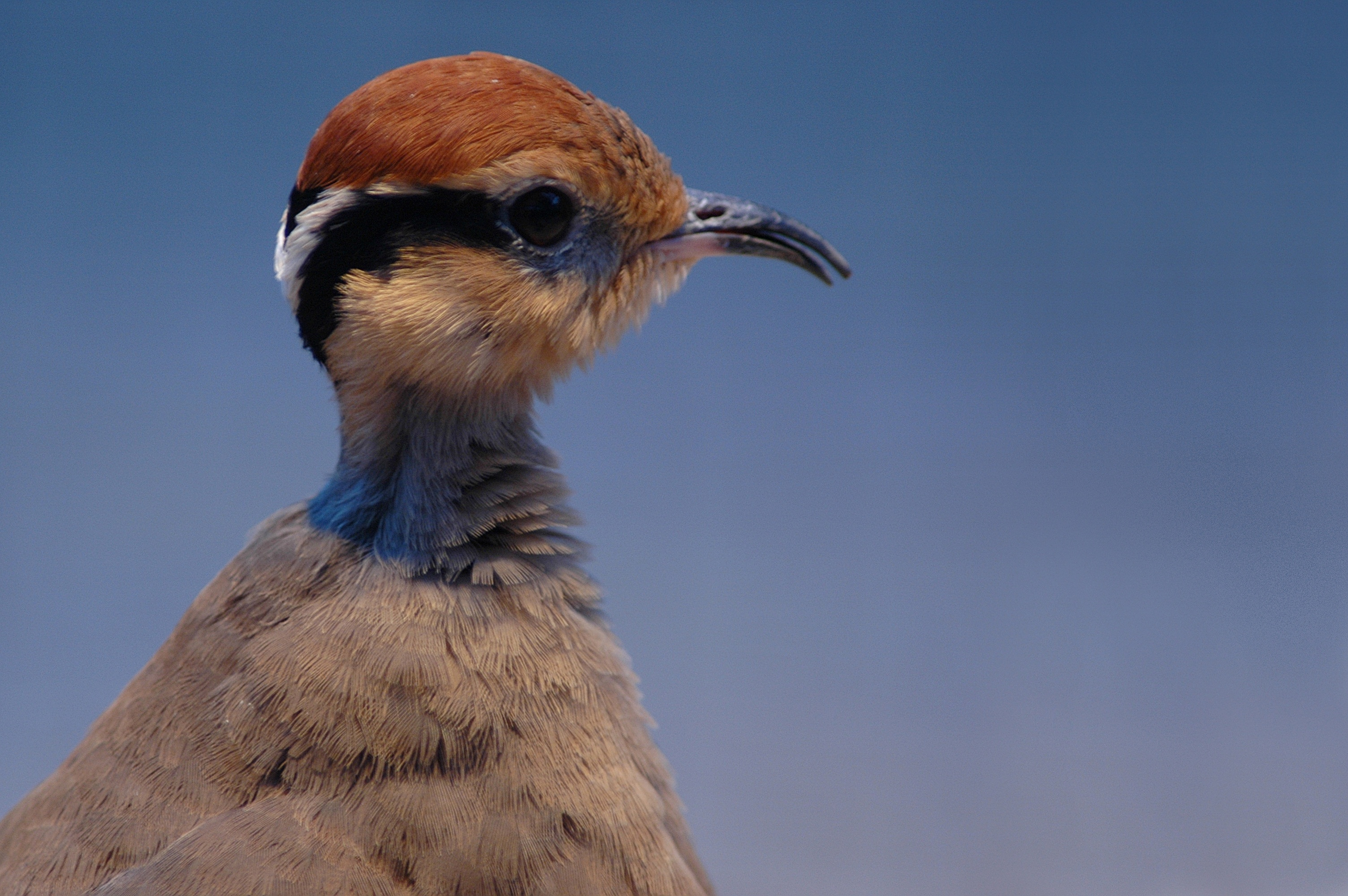